# Meinhard von Schomberg

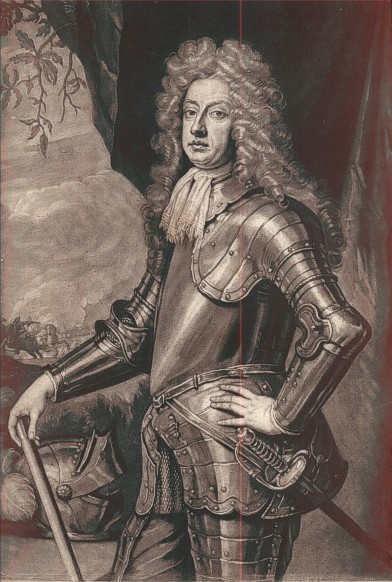
Meinhard von Schomberg

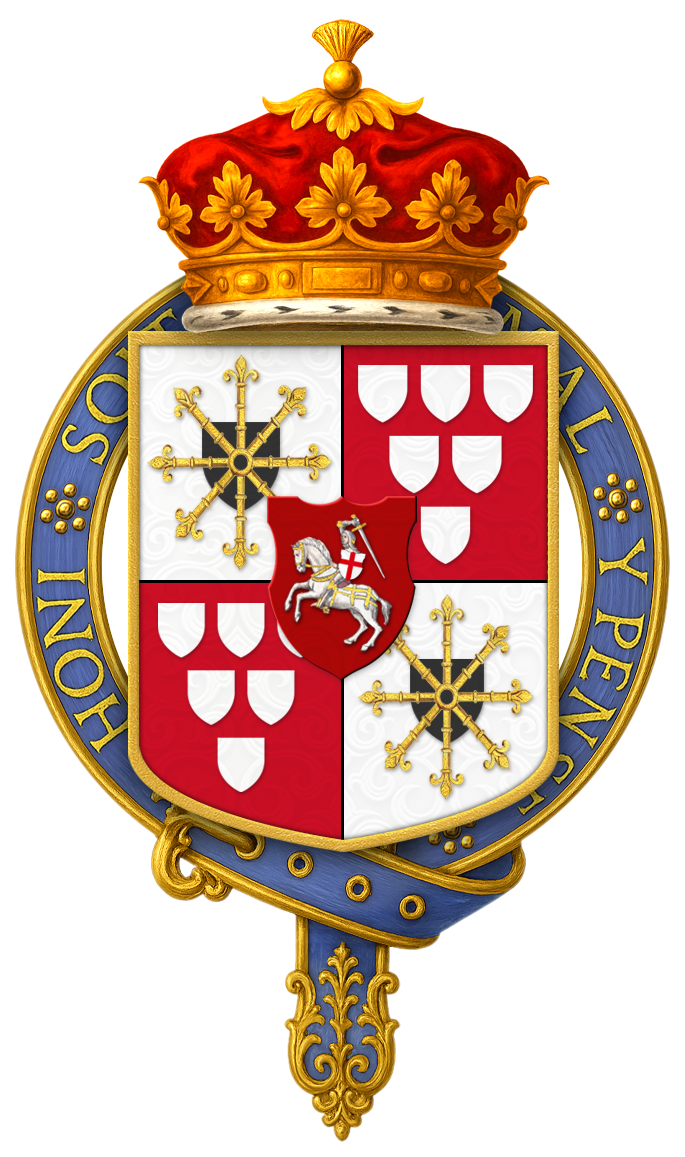
Wappen des Meinhard von Schomberg als Ritter des Hosenbandordens

Meinhard von Schomberg, 3. Duke of Schomberg, 1. Duke of Leinster KG (* 30. Juni 1641 in Köln; † 5. Julijul. / 16. Juli 1719greg. in Hillingdon, Middlesex) war ein deutsch-französisch-englischer General und Heerführer.

## Leben
Meinhard von Schomberg war der zweite Sohn des Marschalls Friedrich von Schomberg aus der Familie Schönburg auf Wesel. Gemeinsam mit seinem Vater als Franzose naturalisiert, tat er sich in den Kriegen Ludwigs XIV. in höheren Stellungen vielfach hervor, so auch bei der Belagerung von Freiburg 1677 und jener von Rheinfelden im Folgejahr. Er kam dann mit dem Vater nach Brandenburg, wo er am 15./25. November 1688 als General der Kavallerie und Oberst der Trabantenleibgarde angestellt wurde. Am 25. Juli/4. August 1689 wurde er vor Bonn auf vielfältiges Ansuchen „dimittiert“ (d. h. entlassen), obwohl sein Vertrag erst im April 1690 endete. Anschließend ging er mit dem Vater nach England und später nach Irland, wo er 1690 in der Schlacht am Boyne kämpfte, in der sein Vater fiel. Als Nachfolger Marlboroughs war er von 1691 bis 1711 Commander in Chief of the Forces. 1691 wurde er als Engländer naturalisiert und 1692 wurden für ihn die irischen Adelstitel eines Duke of Leinster, Earl of Bangor und Baron of Tara geschaffen. Beim Tod seines Bruders Karl ging 1693 auch dessen englische Adelstitel als Duke of Schomberg, Marquess of Harwich, Earl of Brentford und Baron Teyes an ihn über. 1703 wurde er als Knight Companion in den Hosenbandorden aufgenommen.
Er beschäftigte sich mit Mechanik und erfand einen Tauchapparat zur Arbeit an Wracks. Die Maschine wurde 1692 in der Themse erprobt. 1693 erhielt er eine Konzession auf 20 Jahre für alle Schiffswracks an der amerikanischen Küste zwischen 12° Süd und 40° Nord.
Meinhard von Schomberg starb  in englischen Diensten am 5./16. Juli 1719 und wurde am 4. August in Westminster Abbey begraben. Da der einzige Sohn Charles Louis of Schomberg, Marquess of Harwich, 1713 vor dem Vater gestorben war, erloschen alle seine Adelstitel mit seinem Tod.
Der Name „Schomberg“ ging über die Tochter Mary auf ihren Ehemann, den Grafen Christoph Martin von Degenfeld, ihren Onkel 2. Grades, und ihre gemeinsamen Kinder über. Die Nachkommen heißen bis heute Grafen von Degenfeld-Schonburg. Meinhard von Schomberg gehört darüber hinaus zu den direkten Vorfahren der britischen Prinzessin Lady Diana Spencer (1961–1997).

## Familie
Seine erste Frau war Barbara Luisa Rizzi, eine piemontesische Prinzessin, die er am 3. August 1667 geheiratet hat. Das Paar hatte keine Kinder.
Am 4. Januar 1683 heiratete er die Raugräfin Karoline Elisabeth († 7. Juli 1696, begraben 11. Juli in Westminster Abbey), Tochter von Kurfürst Karl I. Ludwig von der Pfalz und seiner morganatischen Gemahlin Marie Luise von Degenfeld. Das Paar hatte folgende Kinder:
- Karl Ludwig (* 15. Dezember 1683; † 14. Oktober 1713), starb an Tuberkulose
- Karoline (* 1686; † 18. Juni 1710)
- Frederica (1688–1751), ⚭ (1) Robert Darcy, 3. Earl of Holderness, ⚭ (2) Benjamin Mildmay, 1. Earl FitzWalter
- Maria (* 16. März 1692; † 29. April 1762), ⚭ Christoph Martin von Degenfeld (1689–1762) später Degenfeld-Schonburg

Laut Liselotte von der Pfalz hatte das Paar mindestens acht Kinder. Sie schreibt Luise Raugräfin zu Pfalz, ihrer Halbschwester und Schwester Karolines, am 3. Juli 1694: „Ich erschrecke, wen ich dencke, daß Caroline [...] schon 8 kinder gehabt hatt; [...]“